# Музей Ист-Лондона
Музей  Ист-Лондона (англ. East London Museum) — естественно-научный музей в городе Ист-Лондон, Южно-Африканская Республика. Он широко известен тем, что имеет в экспозиции экземпляр латимерии, рыбы, которую раньше считали давно вымершей. Музей был также местом работы Марджори Куртене-Латимер, открывшей эту рыбу.
Музей был основан в 1921 году.